# The Boy Is Mine (Brandy & Monica)
The Boy Is Mine è un duetto R&B tra le cantanti statunitensi Brandy e Monica. Scritto dalla stessa Brandy, Darkchild, Fred Jerkins III e LaShawn Daniels originariamente soltanto per il secondo album della cantante, Never Say Never, successivamente è stato registrato in duetto con Monica, diventando il singolo d'apertura per entrambi i secondi album delle cantanti. Il singolo, co-prodotto da Darkchild, Brandy e Dallas Austin è diventato uno dei maggiori successi di tutti i tempi, arrivando al numero 1 in USA, Canada, Nuova Zelanda, Paesi Bassi e Giappone ed entrando nelle zone alte delle classifiche di tutto il mondo.
La canzone ha procurato alle due cantanti il loro primo Grammy Award, oltre a nomination ai premi più prestigiosi del mondo della musica e al doppio disco di platino. Il videoclip del singolo è stato il più trasmesso in assoluto da MTV nel 1998, raggiungendo la prima posizione dei 100 video più popolari del 1998 stilata dall'emittente musicale. Inoltre ha ottenuto due nomination ai MTV Video Music Awards. Nel 2012 le due artiste, sotto la produzione di Rico Love, hanno registrato un seguito del brano, It All Belongs to Me, che è stato estratto come singolo dagli album sia dell'una che dell'altra.

## Composizione e testo
La canzone ha preso ispirazione dal duetto del 1982 tra Paul McCartney e Michael Jackson The Girl Is Mine. Il testo parla della disputa tra due donne riguardo all'amore per lo stesso uomo; ognuna delle due è convinta che sia lei l'oggetto dei sentimenti dell'uomo, e cerca quindi di dissuadere l'altra dal tentare di riconquistarlo.
Appena è stata contattata per prendere parte alla canzone, Monica ha raggiunto Brandy a Los Angeles per lavorare al pezzo in studio insieme a Rodney Jerkins. Ma il risultato è stato così insoddisfacente da spingere Monica a tornare ad Atlanta e registrare le proprie strofe separatamente, con l'aiuto del fidato Dallas Austin.

### Polemiche
Fin dalla produzione in studio sono iniziate a circolare voci riguardo al fatto che tra le due giovani cantanti non scorresse buon sangue. Entrambe hanno negato le voci in questione, e Brandy aggiunse che lei e Monica hanno preso con umorismo una situazione che la gente aveva preso fin troppo sul serio. Il produttore principale della canzone però, Darkchild, ha affermato che il fatto che le due non si piacessero e che avessero registrato le proprie strofe separatamente, ha conferito al brano un'atmosfera drammatica particolarmente realistica e di grande spessore.
Durante le prove dell'esibizione agli MTV Video Music Awards del 1998, secondo molte voci indiscrete le due sono venute direttamente alle mani. Il problema sarebbe nato dal comportamento di Brandy, che avrebbe offeso pesantemente uno dei ballerini di Monica; a questo punto le ragazze si sarebbero azzuffate; risultato: un occhio nero per Brandy e un labbro gonfio per Monica. Anche in questo caso i pettegolezzi sono stati smentiti; fatto sta che le due cantanti non hanno più promosso insieme il singolo tramite esibizioni live e apparizioni in tv, e non sono state più viste insieme dopo le cerimonie di consegna dei VMA's e dei Grammy.

## Video
Il video del brano è stato diretto da Joseph Kahn e coreografato da Fatima Robinson, ed è ambientato negli appartamenti contigui delle due protagoniste. Il videoclip inizia con le due che guardano la televisione, ognuna nel proprio appartamento, e quando una delle due cambia canale, lo stesso accade nella tv dell'altra, creando nervosismo ad entrambe. Da qui iniziano a cantare e a confrontarsi soltanto tramite le pareti che le separano, fino all'incontro finale. Il ragazzo conteso è interpretato da Mekhi Phifer (che interpreta il ragazzo di Brandy anche nel film Incubo finale), il quale arriva sul pianerottolo dei due appartamenti e divertito cerca di prendere una decisione su quale delle due andrà a trovare per prima. Nel frattempo le cantanti raccontano il proprio punto di vista a due gruppi di amiche, le quali uscendo incontrano Phifer e lo guardano con disprezzo. Nella scena successiva le due cantanti sono mostrate in pigiama nelle loro camere da letto, che riflettono riguardo a questa frustrante situazione. L'ultima scena vede le due vestite da sera e pronte per un appuntamento galante, e quando chiamano al telefono il ragazzo, la linea cade di continuo tra l'una e l'altra. Durante l'ultimo ritornello le due si affrontano sul pianerottolo; quando il ragazzo arriva, ancora indeciso su chi portare a cena fuori, la porta di un appartamento si apre per mostrare una Brandy sorridente; il ragazzo pensa di aver risolto il proprio dilemma quando la porta si apre di più e mostra Monica. A questo punto il video si chiude sull'espressione interdetta e sorpresa dell'attore, vittima dei suoi stessi inganni.
Il look delle due cantanti appare molto più sexy e maturo rispetto ai video passati: Brandy sfoggia delle lunghe e setose treccine, e indossa jeans stretti nelle prime scene e un abito da sera chiaro nell'ultima; Monica dopo aver avuto capelli corti o cortissimi in tutti i video precedenti, qui si presenta con un taglio liscio e lungo oltre le spalle, con i capelli tirati su nelle prime scene e tenuti sciolti nell'ultima, in cui indossa un vestito elegante nero e attillato.

## Ricezione
Le reazioni dei critici all'uscita del singolo non sono state unanimi; sebbene alcuni abbiano sottolineato la valenza musicale del brano, Entertainment Weekly ha criticato le voci basse delle cantanti sovrastate dagli strumenti, come se avessero paura di essere sentite da un insegnante in classe, e secondo la rivista le due adolescenti non hanno saputo raccontare una storia di gelosia e contesa come avrebbero fatto le più mature Faith Evans e Mary J. Blige.
Il singolo ha raggiunto la prima posizione in quasi tutte le classifiche di Billboard: è rimasto in cima alla Hot 100 per ben 13 settimane nell'estate del '98, e per 8 in quella R&B. La prima posizione nella Hot 100 è stata raggiunta il 6 giugno, con un salto dal numero 23, diventando uno dei balzi più prodigiosi nella storia di Billboard e vendendo oltre due milioni di copie. In Canada il successo è stato addirittura superiore, con 15 settimane consecutive in cime alla classifica. In Europa è stato il primo successo di rilievo per le due artiste, e il primo per entrambe ad entrare nelle top10 dei vari paesi europei. Nel Regno Unito, dove ha ottenuto la certificazione di disco d'oro dalla BPI con 400 000 copie vendute, la canzone ha mancato per poco la prima posizione fermandosi al numero 2, così come in Francia, nel Belgio francese e in Norvegia. In Svizzera e Svezia il brano è arrivato al numero 3, con oltre 20 settimane passate in classifica in entrambi i paesi. Nei Paesi Bassi invece, dopo essere entrato al numero 43 il 20 giugno 1998, è arrivato al numero 1 durante la sua quarta settimana di presenza, restando in vetta per due settimane di seguito. In Germania il brano ha raggiunto la quinta posizione ed è diventato disco d'oro con oltre 250 000 copie vendute, diventando il primo singolo, per entrambe le cantanti, ad entrare in top10 e ad ottenere una certificazione. In Australia il pezzo è entrato al numero 16 ed è arrivato 3 settimane più tardi alla terza posizione, dove è rimasto per 3 settimane consecutive, con 16 settimane passate in top20; nelle classifiche australiane The Boy Is Mine è stato il terzo singolo di Brandy a entrare in top20 e il secondo di Monica a entrare in top10. In Nuova Zelanda ha fatto ancora di meglio: entrato direttamente al numero 2, la settimana successiva era già al numero 1, dove è rimasto per 2 settimane, con un totale di 17 settimane passate in classifica.
Nella MTV Asia Hitlist, il singolo è rimasto in vetta per otto settimane consecutive, la permanenza più lunga per un singolo R&B fino all'arrivo di We Belong Together di Mariah Carey sette anni più tardi, nel 2005.
Inutile aggiungere che si tratta del singolo di maggior successo per entrambe le cantanti in tutto il mondo.

## Classifiche

### Classifiche settimanali
| Classifica (1998)                    | Posizione massima |
| ------------------------------------ | ----------------- |
| Australia                            | 3                 |
| Austria                              | 6                 |
| Belgio Vallonia                      | 2                 |
| Belgio Fiandre                       | 4                 |
| Brasile                              | 2                 |
| Canada                               | 1                 |
| Francia                              | 3                 |
| Germania                             | 5                 |
| Giappone                             | 1                 |
| Irlanda                              | 2                 |
| Italia                               | 10                |
| Lettonia                             | 28                |
| Paesi Bassi                          | 1                 |
| Nuova Zelanda                        | 1                 |
| Norvegia                             | 2                 |
| Sud America                          | 1                 |
| Svezia                               | 3                 |
| Svizzera                             | 3                 |
| Tokyo Hot 100                        | 1                 |
| Regno Unito                          | 2                 |
| Regno Unito R&B Singles Chart        | 1                 |
| U.S. Billboard Hot 100               | 1                 |
| U.S. Billboard Hot R&B/Hip-Hop Songs | 1                 |

### Classifiche di fine decennio
| Classifica (1990-99) | Posizione |
| -------------------- | --------- |
| Francia              | 91        |
| Paesi Bassi          | 76        |
| Stati Uniti          | 8         |

### Classifiche di tutti i tempi
| Classifica (1958-2021) | Posizione |
| ---------------------- | --------- |
| Stati Uniti            | 78        |

## Riconoscimenti
Il pezzo è stato nominato a moltissimi premi. Nel 1999 è stato premiato come Best R&B Performance With Vocal by a Duo or a Group ai Grammy Awards. Il video della canzone ha ricevuto due nomination ai VMA's come Best R&B Video e Best Video Of The Year, ma non ha vinto in nessuna delle due categorie. Nonostante ciò il videoclip ha raggiunto la posizione numero 1 nella classifica dei 100 video del 1998 più trasmessi da MTV.
Ai Billboard Music Awards il singolo ha sbancato, conquistando un premio in quattro categorie: Top Dance Maxi-Single, Top 100 Singles Sales, Top R&B Sales e Best Clip (R&B/Urban). Ai Soul Train Music Award invece ha ricevuto una nomination come Best R&B Vocal Performance by a Duo or Group, e ai Soul Train Lady of Soul Awards un'altra nella stessa categoria.
Nel dicembre del 2000 la rivista Rolling Stone ha inserito la canzone nella classifica delle 100 migliori canzoni pop dai tempi dei Beatles.
La rivista NME ha inserito il brano nella propria lista delle 100 migliori canzoni degli anni '90 al 66º posto.
VH1 ha inserito il brano alla posizione numero 13 nella lista delle 40 Migliori Canzoni R&B degli anni '90.

## Tracce

### U.S. Maxi CD
1. The Boy Is Mine (Album Version)
2. The Boy Is Mine (Club Mix)
3. The Boy Is Mine (Radio With Intro)
4. The Boy Is Mine (Album Instrumental)
5. The Boy Is Mine (Acappella)

### Europa Maxi CD
1. The Boy Is Mine (Radio Edit Without Intro) - 4:00
2. The Boy Is Mine (Radio Edit With Intro) - 4:00
3. The Boy Is Mine (LP Version) - 4:51
4. The Boy Is Mine (Club Version) - 7:40